# Club Sportif Sedan Ardennes
Il Club Sportif Sedan Ardennes, chiamato solitamente CS Sedan o soltanto Sedan, è una società calcistica francese con sede a Sedan, nello Champagne-Ardenne. Fondato nel 1919, nella sua storia ha vinto 2 Coppe nazionali.
Attualmente milita nello Championnat de France amateur, quarto livello del calcio francese. Gioca le partite casalinghe nello Stade Louis Dugauguez, impianto inaugurato il 10 ottobre 2000 che può contenere 23.189 spettatori.

## Colori e simboli
La maglia casalinga del Sedan include sempre i colori rosso e verde, ripresi anche nello stemma del club. Lo stemma incorpora anche l'immagine di un cinghiale, il simbolo della regione delle Ardenne e della città di Sedan, da qui il soprannome del club "Les Sangliers" (i cinghiali).

## Tifoseria
Fan club del Sedan si trovano principalmente nella regione delle Ardenne, ed hanno una rivalità particolare accesa con i tifosi della squadra della città vicina dello Stade Reims. Anche se non sono noti per la violenza negli stadi, durante una partita casalinga fra il Sedan contro il Paris Saint-Germain nel 2007 ci sono stati violenti scontri con gli ultrà del PSG.Il Sedan ha una piccola fazione hooligan conosciuti come "Young Boys", con loro angolo nello stadio designato e anche il loro negozio online.

### Gemellaggi
- Utrecht

### Rivalità
- Paris Saint-Germain
- Stade Reims

## Stadio
Il Sedan gioca le sue partite casalinghe all'interno dello Stade Louis Dugauguez. L'impianto è stato inaugurato il 10 ottobre 2000 e può contenere 23.189 spettatori al suo interno totalmente coperti, la massima capienza all'interno dello stadio si è registrato nel 2006 nella partita contro il Guingamp quando si sono registrati all'interno dello stadio ben 23,130 spettatori.

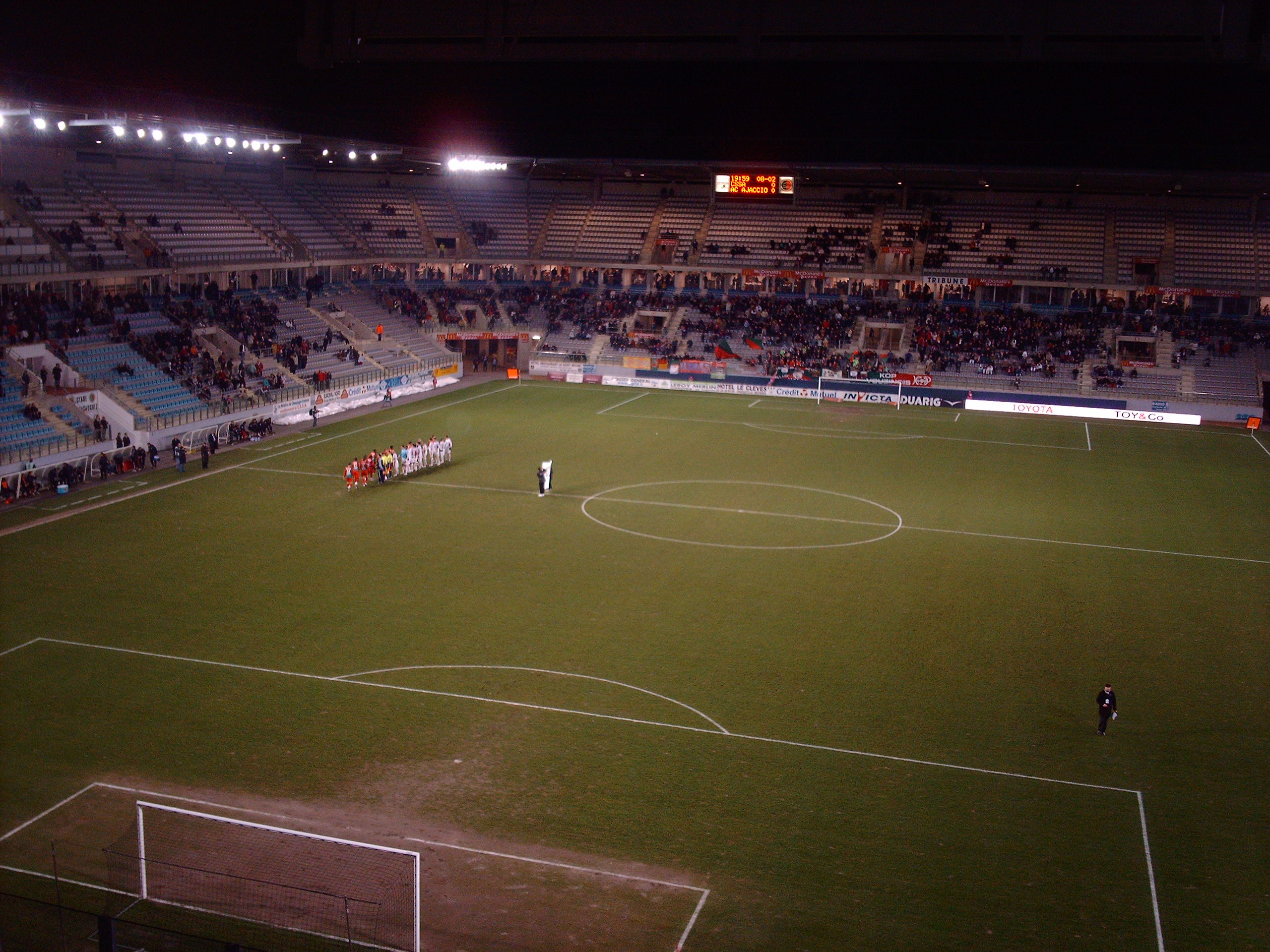
lo Stade Louis Dugauguez

## Cronologia
- 1919: fondazione dell'Union Athlétique Sedan-Torcy.
- 1953: nascita della sezione professionistica.
- 1966: fusione con il RC Paris; la società viene rinominata RC Paris-Sedan.
- 1970: la società viene rinominata Clubs Sportifs Sedanais des Ardennes.
- 1974: fusione con il Mouzon; la società viene rinominata per una stagione CS Sedan Mouzon Ardennes.
- 1976: uscita dal professionismo.
- 1985: ritorno al professionismo.
- 1996: uscita dal professionismo.
- 1998: ritorno al professionismo.
- 2013: uscita dal professionismo.
- 2015: ritorno al professionismo.

## Rose delle stagioni precedenti
- 2011-2012

### Numero ritirato
| N. |                    | Ruolo | Calciatore       |
| -- | ------------------ | ----- | ---------------- |
| 29 | Francia (bandiera) | D     | David Di Tommaso |

## Palmarès

### Competizioni nazionali
- Coppa di Francia: 2

1955-1956, 1960-1961
- Supercoppa francese: 1

1956
- Campionato francese di seconda divisione: 2

1954-1955, 1971-1972 (girone A)
- Championnat de France amateur: 1

2014-2015

### Altri piazzamenti
- Campionato francese:

Terzo posto: 1962-1963, 1969-1970
- Coppa di Francia:

Finalista: 1964-1965, 1998-1999, 2004-2005
Semifinalista: 1953-1954, 1998-1969, 2001-2002, 2007-2008
- Supercoppa francese:

Finalista: 1961
- Coppa Charles Drago:

Finalista: 1955, 1963
Semifinalista: 1958
- Campionato francese di seconda divisione:

Secondo posto: 1998-1999, 2005-2006
- Championnat National:

Secondo posto: 1997-1998
- Championnat National 2:

Secondo posto: 2017-2018 (girone C)
Terzo posto: 2018-2019 (girone D)
- Benelux Cup:

Finalista: 1958-1959

## Giocatori celebri
Richard Jézierski giocò in Coppa UEFA con la divisa del Sedan.

## Allenatori
- Louis Dugauguez (1948-1974)
- Christian Perrin (1974-1977)
- Yvan Roy (1978-1980)
- Pierre Tordo (1980-1987)
- Michel Le Flochmoan (1991-1994)
- Christian Sarramagna (1994-1995)
- Bruno Metsu (1995-1998)
- Patrick Rémy (1998-2000)
- Alex Dupont (2000-2001)
- Henri Stambouli (2001-2003)
- Dominique Bathenay (2003-2004)
- Serge Romano (2004-2006)
- José Pasqualetti (2006-2008)
- Landry Chauvin (2008–2011)
- Laurent Guyot (2011–presente)

## Statistiche e record

### Statistiche nelle competizioni UEFA
Tabella aggiornata alla fine della stagione 2018-2019.
| Competizione      | Partecipazioni | G | V | N | P | RF | RS |
| ----------------- | -------------- | - | - | - | - | -- | -- |
| Coppa delle Coppe | 1              | 2 | 0 | 0 | 2 | 3  | 7  |
| Coppa delle Fiere | 1              | 2 | 1 | 0 | 1 | 2  | 5  |
| Coppa Intertoto   | 1              | 4 | 2 | 1 | 1 | 7  | 4  |